# Miss France 1986
 (mars 2024).
Si vous disposez d'ouvrages ou d'articles de référence ou si vous connaissez des sites web de qualité traitant du thème abordé ici, merci de compléter l'article en donnant les références utiles à sa vérifiabilité et en les liant à la section « Notes et références ».
Miss France 1986 est la 56e élection de Miss France. Elle a lieu à l'Hôtel Montparnasse-Park, Paris le vendredi 27 décembre 1985.
Valérie Pascal de son vrai nom Valérie Boutet, Pascale étant son second prénom, 17 ans, 1,73 m, Miss Paris 1985 remporte le titre et succède à Suzanne Iskandar, Miss France 1985.
Cette élection, en décembre 1985, est la dernière à ne pas être retransmise à la télévision. À partir de l'élection de Miss France 1987, en décembre 1986, l'élection sera retransmise en direct à la télévision sur FR3 pendant 9 ans avant son transfert sur TF1.

## Déroulement
Liste des candidates :
- Miss Alsace : Joëlle Levy
- Miss Aquitaine : Véronique Marchi
- Miss Bretagne : Valérie Le Vaillant
- Miss Calédonie : Gisèle Maui
- Miss Camargue OK : Françoise Coulon
- Miss Centre Ouest : Christine Mau
- Miss Côte d'Azur : Alice Troietto
- Miss Côte d'Opale : Caroline Charles
- Miss Dauphiné : Rachelle Lizzi
- Miss Flandres : Fabienne Decoster
- Miss Franche-Comté : Marlène Mourreau
- Miss Gascogne : Isabelle Monbec
- Miss Guadeloupe : Catherine Carew
- Miss Ile-de-France : Christiane Abderrahman
- Miss Languedoc : Catherine "Cathy" Billaudeau
- Miss Lille-Métropole : Karen Detrez
- Miss Littoral-Nord : Catherine Baillie
- Miss Littoral-Sud : Françoise Torres
- Miss Lorraine : Aline Zuzek
- Miss Lyon : Annie Lafay
- Miss Martinique : Brigitte Matrol
- Miss Mayenne : Delphine Reichert
- Miss Normandie : Corinne Noël
- Miss Paris : Valérie Pascale
- Miss Pays d'Ain : Sandrine Maisson
- Miss Pays de Loire : Catherine Challier
- Miss Périgord : Sandrine Puybonnieux
- Miss Picardie : Sabine Schemith
- Miss Provence : Catherine Masson
- Miss Quercy : Nathalie Vilemain
- Miss Réunion : Marie Florestan
- Miss Rhône-Alpes : Karin Brun
- Miss Rouergue : Laurence Charras
- Miss Roussillon : Béatrice Bonsons
- Miss Sarthe : Caroline Fattal
- Miss Territoire de Belfort : Evelyne Rigenbach
- Miss Touraine : Elisabeth Rabbolini
- Miss Tahiti : Ruth Manea.

C'est la dernière année ou sera attribué le titre de Miss France d'Outre Mer.
La soirée était présentée par Pierre Loctin, Geneviève et Xavier de Fontenay.
Miss Paris avait obtenu pour le titre de Miss France 86, 21 voix du jury. Miss Guadeloupe pour le titre de Miss France d'Outre Mer 86,  22 voix du jury. Les dauphines et les prix feront l'objet de délibérations du jury.
Marlène Mourreau et Catherine Bailly s'illustreront par la suite en collaborant avec Patrick Sébastien pour la première et comme comédienne et  compagne de l'acteur Martin Lamotte pour la seconde.

## Jury
- Vincent Purkart
- Pierre d'Alençon
- Amarande
- Any d'Avray
- M.C. Beinex
- Sabrina Belleval (Miss France 82)
- Jean-Louis Bergerin (Les Forbans)
- Jean-Claude Bourrellis (Vins F. Chauvenet)
- Richard Mille (Montres Cupillard Rième)
- Jacqueline Danno
- Véronique Fagot (Miss France 77)
- André Favel (Nina Ricci)
- Dominique Harasse
- Albert "Bebert" Kassabi (Les Forbans)
- Ibrahim Keita (Pdt Miss Côte d'Ivoire)
- Daniel Lauclair (FR3)
- Philppe Masse (Les Forbans)
- Mme Mazurek
- Nathaniel
- Rose Oulla (Miss Côte d'Ivoire 85)
- François Patrice
- Claude Povillon
- Amand Rascol (OK Magazine)
- Colette Rascol
- Denise Rotweis
- Nadia Samir (TF1)
- Yvon Samuel (France Soir)
- François Solvinto
- Joëlle Ursull
- Mme L. Villon (Nina Ricci)
- Jean-Claude Zana (Paris Match).

## Classement final
| Résultat         | Candidate            | Région             |
| ---------------- | -------------------- | ------------------ |
| Miss France 1986 | Valérie Pascale      | Miss Paris         |
| 1re dauphine     | Catherine Billaudeau | Miss Languedoc     |
| 2e dauphine      | Marlène Mourreau     | Miss Franche-Comté |
| 3e dauphine      | Gisèle Maui          | Miss Calédonie     |
| 4e dauphine      | Caroline Charles     | Miss Côte d'Opale  |
| 5e dauphine      | Brigitte Matrol      | Miss Martinique    |
| 6e dauphine      | Alice Troietto       | Miss Côte d'Azur   |

| Miss France Outre-Mer | Région          |
| --------------------- | --------------- |
| Catherine Carew       | Miss Guadeloupe |

- Prix de l'élégance : Miss Lorraine
- Prix du costume folklorique : Miss Camargue
- Prix du costume historique : Miss Touraine
- Prix de la coiffure : Miss Pays de Loire
- Prix de la sympathie (décerné par les candidates) : Miss Dauphiné
- Prix Maurice de Waleffe : Miss Ile de France
- Prix Louis de Fontenay : Miss Provence.